# Список померлих від COVID-19 у світі (2021)
Це список відомих людей, які померли від коронавірусної хвороби 2019 року (COVID-19) внаслідок зараження вірусом SARS-CoV-2 під час пандемії коронавірусної хвороби 2019–21 років у 2021 році.

## Січень 2021
| Дата смерті   | Країна (місто)                               | Ім'я                              | Вік      | Примітки |
| ------------- | -------------------------------------------- | --------------------------------- | -------- | --- |
| 1 січня 2021  | Сполучені Штати Америки (Річмонд)            | Ben Chafin                        | 60 років | Член Сенату Вірджинії (з 2014) і Палати делегатів Вірджинії (2014)                                                                           |
| 1 січня 2021  | Сполучені Штати Америки (Сан-Франциско)      | Пашнєв Едуард Іванович            | 87 років | російський радянський письменник, прозаїк, поет, драматург і сценарист                                                                       |
| 1 січня 2021  | Аргентина (Буенос-Айрес)                     | Carlos Escudé                     | 72 роки  | Політолог і автор |
| 1 січня 2021  | Північна Македонія (Скоп'є)                  | Зоран Джорлев                     | 53 роки  | Македонський скрипаль |
| 1 січня 2021  | Франція (Марсель)                            | Jean Panisse                      | 92 роки  | Французький актор |
| 1 січня 2021  | Судан                                        | Abdul Hakim Al-Taher              | 71       | Режисер і актор |
| 1 січня 2021  | Нідерланди (Бюссюм)                          | Paatje Phefferkorn                | 98 років | Художник |
| 1 січня 2021  | Сполучені Штати Америки (Фресно)             | George Whitmore                   | 89 років | Альпініст і природоохоронець |
| 1 січня 2021  | Індонезія (Самарінда)                        | Muspandi                          | 45 років | Член Ради народних представників регіону Східний Калімантан (з 2014)                                                                         |
| 1 січня 2021  | Білорусь (Мінськ)                            | Данилов Олег Данилович            | 71 рік   | російський сценарист, драматург, редактор, актор                                                                                             |
| 2 січня 2021  | Туреччина (Анкара)                           | Aylin Özmenek                     | 78       | Аніматор |
| 2 січня 2021  | Бразилія (Куритиба)                          | Cléber Eduardo Arado              | 48 років | Футболіст |
| 2 січня 2021  | Росія (Москва)                               | Корєнєв Володимир Борисович       | 80 років | радянський і російський актор театру і кіно. Театральний педагог, професор. Народний артист Росії (1998)                                     |
| 2 січня 2021  | Індонезія (Джакарта)                         | Subiakto Tjakrawerdaya            | 76 років | Міністр кооперативів і малого бізнесу Індонезії (1993—1998)                                                                                  |
| 2 січня 2021  | Індонезія (Джакарта)                         | Bahrum Daido                      | 56 років | Член народної консультативної асамблеї Індонезії (2009—2019)                                                                                 |
| 2 січня 2021  | Білорусь (Вітебськ)                          | Горбачик Володимир Євгенійович    | 81 рік   | білоруський вчений в області конструювання і технології виробів зі шкіри, доктор технічних наук (1998)                                       |
| 2 січня 2021  | Білорусь (Мінськ)                            | Смєянович Арнольд Федорович       | 82 роки  | радянський і білоруський вчений-медик, нейрохірург. Академік Національної академії наук Білорусі (2009), доктор медичних наук (1981)         |
| 2 січня 2021  | Чехія (Острава)                              | Марек Півовар                     | 56 років | Письменник і театральний режисер |
| 3 січня 2021  | Франція (Париж)                              | Tasso Adamopoulos                 |          | Скрипаль |
| 3 січня 2021  | Нігерія (Лагос)                              | Oyewusi Ibidapo-Obe               | 71 рік   | Віце-канцлер Університету Лагосу (2000—2007)                                                                                                 |
| 3 січня 2021  | Індія (Бенгалуру)                            | Shani Mahadevappa                 | 88       | індійський актор |
| 3 січня 2021  | Індія (Тируванантапурам)                     | Anil Panachooran                  | 55 років | Поет і автор пісень |
| 3 січня 2021  | Індонезія (Джакарта)                         | Ali Taher                         | 59 років | Член Народної консультативної асамблеї Індонезії (1997—1999, з 2014)                                                                         |
| 3 січня 2021  | Бразилія (Прая-Гранді)                       | Ricardo Akinobu Yamauti           | 71 рік   | Мер Прая-Гранді (1997—2000) |
| 3 січня 2021  | Росія (Санкт-Петербург)                      | Рогачов Михайло Борисович         | 68 років | російський історик, громадський діяч, член правління Міжнародного історичного, правозахисного, благодійного товариства «Меморіал»            |
| 4 січня 2021  | Ліван (Бейрут)                               | Elias Rahbani                     | 82       | Композитор і автор пісень |
| 4 січня 2021  | Індонезія (Джакарта)                         | Bambang Suryadi                   | 52 роки  | Член Народної консультативної асамблеї Індонезії (з 2019)                                                                                    |
| 4 січня 2021  | Велика Британія (Лондон)                     | Барбара Шеллі                     | 88 років | Британська акторка |
| 4 січня 2021  | Сполучені Штати Америки (Сан-Антоніо)        | Bernard P. Randolph               | 87 років | військовий офіцер |
| 5 січня 2021  | Бразилія (Белу-Орізонті)                     | Bonifácio Andrada                 | 90 років | Член Палати депутатів Бразилії (1979—2019)                                                                                                   |
| 5 січня 2021  | Бразилія (Араракуара)                        | Бранданзіньйо                     | 90 років | Футболіст |
| 5 січня 2021  | Південноафриканська республіка               | Mluleki George                    | 72 роки  | Член Національної асамблеї ПАР (1994—2008)                                                                                                   |
| 5 січня 2021  | Сполучені Штати Америки                      | Donald Perry Polsky               | 92 роки  | Архітектор |
| 5 січня 2021  | Велика Британія                              | Джон Річардсон                    | 86 років | Актор |
| 6 січня 2021  | Філіппіни (Маніла)                           | Danilo Lim                        | 65 років | Голова Управління розвитку столичного регіону Маніли (з 2017 року)                                                                           |
| 6 січня 2021  | Сполучені Штати Америки (Лос Анджелес)       | Antonio Sabàto Sr.                | 77 років | Актор |
| 6 січня 2021  | Сполучені Штати Америки (Даллас)             | Kenneth Z. Altshuler              | 91 рік   | Психіатр |
| 6 січня 2021  | Сполучені Штати Америки (Нью Берлін)         | Burt Wilson                       | 87 років | Філософ, письменник і джазовий музикант |
| 6 січня 2021  | Польща (Лодзь)                               | Едвард Гнат                       | 80 років | Член Польського сейму (1985—1989, 1993—1997)                                                                                                 |
| 6 січня 2021  | Білорусь (Мінськ)                            | Наливаєв Анатолій Олександрович   | 89 років | художник, реставратор, музикант, диригент, театральний актор                                                                                 |
| 6 січня 2021  | Молдова                                      | Михай Которобай                   | 69 років | Член Парламенту Молдови (1990—1994) |
| 6 січня 2021  | Південноафриканська республіка               | Victor Thulare III                | 40       | Король народу Педі (з 2020) |
| 6 січня 2021  | Велика Британія                              | James Cross                       | 99 років | Британський дипломат |
| 7 січня 2021  | Молдова                                      | Леонід Бужор                      | 65 років | Член Парламенту Молдови (2005—2009) та Міністр освіти (2009—2011)                                                                            |
| 7 січня 2021  | Уганда (Кампала)                             | Wilberforce Kisamba Mugerwa       | 75 років | Сільськогосподарський економіст |
| 7 січня 2021  | Бразилія (Ресіфі)                            | Genival Lacerda                   | 89 років | Співак |
| 7 січня 2021  | Пакистан (Равалпінді)                        | Munira Yamin Satti                | 65       | Член провінційної асамблеї Пенджабу (з 2018)                                                                                                 |
| 7 січня 2021  | Філіппіни (Тагіг)                            | Reynaldo Umali                    | 63 роки  | Член Палати представників Філіппін (2010—2019)                                                                                               |
| 7 січня 2021  | Росія (Томськ)                               | Новицький В'ячеслав Вікторович    | 74 роки  | Ректор Сибірського державного медичного університету (1997—2014)                                                                             |
| 8 січня 2021  | Венесуела (Валера)                           | Cástor Oswaldo Azuaje Pérez       | 69 років | Єпископ Римо-католицької єпархії Трухільо, Венесуела (з 2012)                                                                                |
| 8 січня 2021  | Сполучені Штати Америки                      | Steve Lightle                     | 61 рік   | Комік |
| 8 січня 2021  | Сполучені Штати Америки (Лос Анджелес)       | Steve Carver                      | 75 років | Кінорежисер, продюсер і фотограф |
| 9 січня 2021  | Чехія                                        | Франтішек Філіп                   | 90 років | Чеський режисер кіно і телебачення |
| 9 січня 2021  | Південноафриканська республіка               | Johnson Mlambo                    | 80 років | Політичний активіст |
| 9 січня 2021  | Італія (Рим)                                 | Fabrizio Soccorsi                 | 78 років | Приватний лікар Папи Римського Франциска (з 2015)                                                                                            |
| 9 січня 2021  | Сполучені Штати Америки (Сент-Луїс)          | Джон Лутц                         | 81 рік   | Письменник |
| 9 січня 2021  | Канада (Вінніпег)                            | George Robertson                  | 93 роки  | Хокеїст |
| 9 січня 2021  | Росія (Москва)                               | Сидоров Валентин Михайлович       | 92 роки  | радянський та російський художник. Народний художник СРСР (1988)                                                                             |
| 10 січня 2021 | Росія (Москва)                               | Катаєва Олена Георгіївна          | 64 роки  | Ректор університету «Станкін» |
| 10 січня 2021 | Франція (Париж)                              | Hubert Auriol                     | 68 років | Автогонщик |
| 10 січня 2021 | Нігерія                                      | Aminu Isa Kontagora               | 64 роки  | Адміністратор нігерійського штату Бенуе (1996—1998) та штату Кано (1998—1999)                                                                |
| 10 січня 2021 | Сполучені Штати Америки (Конкорд)            | Nancy Walker Bush Ellis           | 94 роки  | Філантроп і політичний агітатор, сестра 41-го президента США (1989–1993) Джорджа Буша-старшого                                               |
| 10 січня 2021 | Італія (Беллуно)                             | Bruno Ghedina                     | 77 років | Хокеїст-олімпієць |
| 10 січня 2021 | Сполучені Штати Америки (Сторрс)             | Dee Rowe                          | 91 рік   | Баскетбольний тренер |
| 10 січня 2021 | Чехія                                        | Давид Стипка                      | 41 рік   | Гітарист, автор і виконавець пісень |
| 10 січня 2021 | Швеція (Гальмстад)                           | Thorleif Torstensson              | 71 рік   | Співак |
| 10 січня 2021 | Польща (Зелена Гура)                         | Adam Dyczkowski                   | 88 років | Єпископ Римо-католицької єпархії Зелена-Гура-Гожув (1993—2007) і філософ                                                                     |
| 11 січня 2021 | Ліван                                        | Massoud Achkar                    | 64       | Ліванський політик |
| 11 січня 2021 | Велика Британія                              | Eve Branson                       | 96 років | Філантроп та захисник добробуту дітей |
| 11 січня 2021 | Франція (Париж)                              | Étienne Draber                    | 81 рік   | Французький актор |
| 11 січня 2021 | Колумбія (Богота)                            | Luis Adriano Piedrahíta Sandoval  | 74 роки  | Єпископ Римо-католицької єпархії Апартадо (2007—2014) та Санта-Марти (з 2014)                                                                |
| 11 січня 2021 | Італія (Сан-Дона-ді-П'яве)                   | Фабіо Енцо                        | 74 роки  | Футболіст |
| 11 січня 2021 | Бангладеш                                    | Mizanur Rahman Khan               | 53       | Журналіст |
| 11 січня 2021 | Італія (Падуя)                               | Oscar Rizzato                     | 92 роки  | Римо-католицький титулярний єпископ |
| 11 січня 2021 | Індія (Патна)                                | Ganesh Shankar Vidyarthi          | 96 років | Індійський політик, комуніст |
| 11 січня 2021 | Шверйцарія (Адлігенсвіль)                    | Paul Kölliker                     | 88 років | Олімпійський веслувальник |
| 12 січня 2021 | Малаві                                       | Lingson Belekanyama               |          | Політик |
| 12 січня 2021 | Сполучені Штати Америки (Мілтон)             | Tim Lester                        | 52 роки  | Гравець в американський футбол |
| 12 січня 2021 | Сполучені Штати Америки                      | Fred Levin                        | 83 роки  | Юрист |
| 12 січня 2021 | Сполучені Штати Америки (Окала)              | Bruce Bennett                     | 77       | Гравець в канадський футбол |
| 12 січня 2021 | Канада (Вінніпег)                            | Shingoose                         | 74 роки  | Фольк-музикант |
| 12 січня 2021 | Малаві                                       | Sidik Mia                         | 55       | Міністр транспорту та громадських робіт Малаві (2010—2014, з 2020)                                                                           |
| 12 січня 2021 | Румунія (Клуж-Напока)                        | Флорентин Кріхелмеану             | 61 рік   | румунський греко-католицький єпископ |
| 12 січня 2021 | Білорусь (Мінськ)                            | Філарет (Вахромєєв)               | 85 років | митрополит Мінський і Слуцький на покої, предстоятель Білоруської православної церкви (1978—2013), почесний Патріарший екзарх всієї Білорусі |
| 12 січня 2021 | Велика Британія (Фарнборо)                   | Bridget Rowe                      | 70 років | Журналіст і редактор |
| 13 січня 2021 | Італія (Сенігалія)                           | Mario Cecchini                    | 87 років | Єпископ Римо-католицької єпархії Фано-Фоссомброн-Каглі-Пергола (1986—1998)                                                                   |
| 13 січня 2021 | Велика Британія (Бат)                        | Gerry Cottle                      | 75 років | Власник та ведучий цирку |
| 13 січня 2021 | Замбія (Лусака)                              | Moses Hamungole                   | 53 роки  | Єпископ Римо-католицької єпархії Монце (з 2014)                                                                                              |
| 13 січня 2021 | Бельгія (Шарлеруа)                           | Joël Robert                       | 75 років | Мотогонщик |
| 13 січня 2021 | Бразилія (Сан-Жозе-дус-Кампус)               | Еузебіу Оскар Шейд                | 88 років | Кардинал і архієпископ Римо-католицької архієпархії Сан-Себастьян-ду-Ріо-де-Жанейро (2001—2009)                                              |
| 13 січня 2021 | Велика Британія (Глазго)                     | Philip Tartaglia                  | 70 років | Архієпископ Римо-католицької архієпархії Глазго (з 2012 р.)                                                                                  |
| 13 січня 2021 | Бразилія (Сан-Паулу)                         | Maguito Vilela                    | 71 рік   | Губернатор Гояса (1995—1998), Сенатор Бразилії (1999—2007) і мер Гоянії (з 2021)                                                             |
| 14 січня 2021 | Греція                                       | Leonidas Pelekanakis              | 58 років | Олімпійський моряк |
| 14 січня 2021 | Непал (Катманду)                             | Dinesh Chandra Yadav              |          | Член 2-ї Непальської установчої асамблеї (2013—2017)                                                                                         |
| 14 січня 2021 | Росія (Москва)                               | Грачевський Борис Юрійович        | 71 рік   | радянський і російський кінорежисер і сценарист, організатор кіновиробництва, художній керівник дитячого кіножурналу «Єралаш»                |
| 14 січня 2021 | Мексика (Ермосійо)                           | Carlos Armando Biebrich           | 81 рік   | Член Палати депутатів Мексики (1967—1970) |
| 14 січня 2021 | Сполучені Штати Америки                      | Larry Willoughby                  | 73       | Автор і виконавець пісень у стилі кантрі, музичний продюсер                                                                                  |
| 14 січня 2021 | Велика Британія                              | Vincent Logan                     | 79 років | Єпископ Данкельда (1981—2012) |
| 14 січня 2021 | Велика Британія (Лондон)                     | Елайджа Мошинськи                 | 76 років | Режисер опери, театру та телебачення |
| 15 січня 2021 | Сполучені Штати Америки (Форт-Маєрс)         | Geoff Barnett                     | 74 роки  | Футболіст |
| 15 січня 2021 | Колумбія (Медельїн)                          | Гільдардо Гарсія                  | 66 років | Шахіст |
| 15 січня 2021 | Росія (Москва)                               | Вишневський Анатолій Григорович   | 85 років | Радянський і російський демограф і економіст, автор монографій                                                                               |
| 15 січня 2021 | Естонія (Тарту)                              | Tiit Lilleorg                     | 79 років | Естонський актор |
| 15 січня 2021 | Сполучені Штати Америки (Фаунтен-Веллі)      | Lệ Thu                            | 77 років | Співачка |
| 16 січня 2021 | Малайзія (Куала-Тренґану)                    | Salleh Abas                       | 91 рік   | Лорд-президент Верховного суду Малайзії (1984—1988)                                                                                          |
| 16 січня 2021 | Сполучені Штати Америки (Стоктон)            | Філ Спектор                       | 81 рік   | Американський продюсер звукозаписів, музикант і автор пісень, який розробив «Стіну звуку»                                                    |
| 16 січня 2021 | Індія (Удайпур)                              | Mahaveer Bhagora                  | 73 роки  | Член Лок Сабха (2004—2009) |
| 16 січня 2021 | Сполучені Штати Америки                      | Little Walter DeVenne             | 73       | Радіоведучий |
| 16 січня 2021 | Сполучені Штати Америки (Маямі-Біч)          | Jerry Brandt                      | 82 роки  | Власник клубу і менеджер |
| 16 січня 2021 | Аргентина (Буенос-Айрес)                     | Juan Carlos Copes                 | 89 років | Танцюрист та хореограф танго |
| 16 січня 2021 | Угорщина (Будапешт)                          | Дьордь Гендель                    | 61 рік   | Угорський футболіст |
| 16 січня 2021 | Південноафриканська республіка               | Bheki Ntuli                       | 63 роки  | Член Національної асамблеї ПАР (1999—2003)                                                                                                   |
| 16 січня 2021 | Сполучені Штати Америки (Атланта)            | Пол Вареланс                      | 51 рік   | Боєць змішаних єдиноборств та професійний борець                                                                                             |
| 17 січня 2021 | Південноафриканська республіка (Дурбан)      | Abel Gabuza                       | 65 років | Архієпископ Коад'ютор Римо-католицької архієпархії Дурбана (з 2018) та єпископ Кімберлі (2010—2018)                                          |
| 17 січня 2021 | Південноафриканська республіка (Джордж)      | Marius Swart                      | 79       | Член Національної асамблеї ПАР (2004—2014)                                                                                                   |
| 17 січня 2021 | Угорщина (Будапешт)                          | József Sas                        | 82 роки  | Сценічний актор, комік і театральний режисер                                                                                                 |
| 17 січня 2021 | Перу                                         | Víctor Crisólogo                  | 68 років | Член Конгресу Республіки Перу (2011—2016) |
| 17 січня 2021 | Сполучені Штати Америки (Ірвайн)             | Gerald Locklin                    | 79       | Поет і викладач |
| 17 січня 2021 | Росія (Москва)                               | Антошкін Микола Тимофійович       | 78 років | Радянський і російський військовий діяч, військовий льотчик 1-го класу, генерал-полковник, Герой Радянського Союзу                           |
| 17 січня 2021 | Білорусь (Мінськ)                            | Лич Леонід Михайлович             | 91 рік   | білоруський історик, публіцист. Доктор історичних наук (1989), професор (1993)                                                               |
| 18 січня 2021 | Росія (Москва)                               | Цфасман Анатолій Захарович        | 92 роки  | радянський і російський терапевт, доктор медичних наук                                                                                       |
| 18 січня 2021 | Росія (Москва)                               | Євсюков Олексій Павлович          | 71 рік   | Піаніст, акомпаніатор, композитор. Народний артист РФ (2002)                                                                                 |
| 18 січня 2021 | Росія (Москва)                               | Васильєв Дмитро Дмитрович         | 74 роки  | російський сходознавець, тюрколог |
| 18 січня 2021 | Перу (Ліма)                                  | Carlos Burga                      | 68 років | Боксер-олімпієць |
| 18 січня 2021 | Сполучені Штати Америки (Прово)              | Tony Ingle                        | 68 років | Баскетбольний тренер |
| 18 січня 2021 | Мексика (Мехіко)                             | Francisco Daniel Rivera Sánchez   | 65 років | Допоміжний єпископ Римо-католицької архієпархії Мексики (з 2020)                                                                             |
| 18 січня 2021 | Індонезія (Джакарта)                         | Gatot Sudjito                     | 60 років | Член Народної консультативної асамблеї Індонезії (з 2014 року)                                                                               |
| 18 січня 2021 | Велика Британія                              | Енді Грей                         | 61 рік   | Британський актор і комік |
| 18 січня 2021 | Південноафриканська республіка (Йоганесбург) | Nombulelo Hermans                 |          | Член Національної асамблеї ПАР (з 2019) |
| 19 січня 2021 | Мексика                                      | Густаво Пенья                     | 78 років | мексиканський футболіст та тренер |
| 19 січня 2021 | Сполучені Штати Америки                      | William Fey                       | 78 років | Єпископ Римо-католицької єпархії Кімбе (2010—2019)                                                                                           |
| 19 січня 2021 | Сербія (Челіє)                               | Даніал Яхіч                       | 41 рік   | Олімпієць, стрибун у довжину |
| 19 січня 2021 | Сполучені Штати Америки (Фремонт)            | Lâm Quang Thi                     | 88 років | Військовий офіцер |
| 19 січня 2021 | Малаві                                       | Stephen Lungu                     | 78       | Євангеліст |
| 19 січня 2021 | Есватіні                                     | Ellinah Wamukoya                  | 69       | Єпископ Єпархії Свазіленду (з 2012) |
| 20 січня 2021 | Бангладеш                                    | Raisuddin Ahmed                   | 82       | Гравець у крикет і адміністратор |
| 20 січня 2021 | Уганда (Кампала)                             | John Baptist Kaggwa               | 77 років | Єпископ Римо-католицької єпархії Масака (1998—2019)                                                                                          |
| 20 січня 2021 | Зімбабве (Хараре)                            | Сібусісо Мойо                     | 61 рік   | Міністр закордонних справ Зімбабве |
| 20 січня 2021 | Індія                                        | Unnikrishnan Namboothiri          | 97 років | Актор |
| 21 січня 2021 | Колумбія (Санта Круз де Лоріка)              | Calixto Avena                     | 77       | Футболіст |
| 21 січня 2021 | Замбія                                       | Anthony Mwamba                    | 60 років | Боксер-олімпієць |
| 21 січня 2021 | Велика Британія                              | Keith Nichols                     | 75 років | Джазовий музикант |
| 21 січня 2021 | Франція (Монтаржі)                           | Ремі Жульєн                       | 90 років | Водій ралі, каскадер і актор |
| 21 січня 2021 | Південноафриканська республіка (Йоганесбург) | Jackson Mthembu                   | 62 роки  | Міністр при Президентові ПАР (з 2019) |
| 21 січня 2021 | Нідерланди (Бюссюм)                          | Ot Louw                           | 75 років | Редактор фільмів |
| 22 січня 2021 | Зімбабве                                     | Aeneas Chigwedere                 | 81 рік   | Міністр освіти Зімбабве (2001—2008) |
| 22 січня 2021 | Зімбабве                                     | Joel Matiza                       | 60 років | Міністр транспорту, зв'язку та інфраструктурного розвитку Зімбабве (з 2018 року)                                                             |
| 22 січня 2021 | Зімбабве (Хараре)                            | Paradzai Zimondi                  | 73 роки  | Військовий офіцер |
| 22 січня 2021 | Сполучені Штати Америки (Пенсакола)          | James Purify                      | 76 років | Соул-співак |
| 22 січня 2021 | Південноафриканська республіка (Кейптаун)    | Marius van Heerden                | 46 років | Олімпійський бігун на середні дистанції |
| 23 січня 2021 | Велика Британія (Колрейн)                    | Roy Torrens                       | 72 роки  | Гравець у крикет і менеджер команди ірландського крикету (2004—2016)                                                                         |
| 23 січня 2021 | Сполучені Штати Америки (Лос Анджелес)       | Ларрі Кінг                        | 87 років | американський журналіст, радіо- та телеведучий                                                                                               |
| 23 січня 2021 | Мексика                                      | Martha Madrigal                   | 91       | Поет |
| 23 січня 2021 | Італія (Валло-делла-Луканія)                 | Omar Pirrera                      | 88 років | Поет, письменник і есеїст |
| 24 січня 2021 | Нігерія                                      | Abdullahi Ibrahim                 | 82       | Міністр юстиції Нігерії (1997—1999) |
| 24 січня 2021 | Польща (Хожув)                               | Францішек Кокот                   | 91 рік   | Ректор Медичної академії Сілезії (1982—1984)                                                                                                 |
| 24 січня 2021 | Швеція (Еребру)                              | Sigvard Marjasin                  | 91 рік   | Президент Шведської муніципальної спілки робітників (1977—1988) і Губернатор округу Еребру (1989—1994)                                       |
| 24 січня 2021 | Росія (Москва)                               | Ігнатенко Олександр Олександрович | 73 роки  | Радянський і російський ісламознавець |
| 24 січня 2021 | Велика Британія (Глазго)                     | Йоуханнес Едвальдссон             | 70 років | Футболіст |
| 24 січня 2021 | Сполучені Штати Америки (Енсіно)             | Sonny Fox                         | 95 років | Телеведучий |
| 24 січня 2021 | Франція (Евре)                               | Marcel Uderzo                     | 87 років | Художник коміксів |
| 25 січня 2021 | Ботсвана (Габороне)                          | Девід Брайт                       | 64 роки  | Футбольний менеджер |
| 25 січня 2021 | Мексика (Мехіко)                             | Avelino Méndez Rangel             | 62 роки  | Член Законодавчого органу LXI Мексиканського конгресу (2009—2012)                                                                            |
| 25 січня 2021 | Росія (Брянськ)                              | Пасін Владислав Сергійович        | 91 рік   | російський радянський письменник, прозаїк, поет, літературознавець і краєзнавець. Член Спілки письменників Росії                             |
| 25 січня 2021 | Зімбабве (Хараре)                            | David Katzenstein                 | 68 років | Вірусолог |
| 26 січня 2021 | Колумбія (Богота)                            | Карлос Ольмес Трухільо            | 69 років | Міністр оборони Колумбії (з 2019), Міністр закордонних справ (2018—2019) та внутрішніх справ (1997—1998)                                     |
| 26 січня 2021 | Швеція (Стокгольм)                           | Ларс Нурен                        | 76 років | Драматург |
| 26 січня 2021 | Болгарія                                     | Георгі Ананьєв                    | 70 років | Міністр оборони Болгарії (1997—1999) |
| 26 січня 2021 | Сполучені Штати Америки (Моррісон)           | Ron Johnson                       | 64 роки  | Бейсбольний гравець і менеджер |
| 26 січня 2021 | Сполучені Штати Америки (Маріетта)           | Sekou Smith                       | 48       | Спортивний оглядач і журналіст |
| 26 січня 2021 | Сполучені Штати Америки (Луїзіана)           | Steve Carter                      | 67 років | Член Палати представників Луїзіани (2008—2020)                                                                                               |
| 27 січня 2021 | Іспанія                                      | Blas Camacho                      | 81       | Член Конгресу депутатів Іспанії (1977—1982 і 1986—1993)                                                                                      |
| 27 січня 2021 | Сполучені Штати Америки (Квінс)              | Corky Lee                         | 73 роки  | Фотожурналіст |
| 27 січня 2021 | Іран (Тегеран)                               | Мердад Мінаванд                   | 45 років | Футболіст і менеджер |
| 27 січня 2021 | Сполучені Штати Америки (Нью-Йорк)           | Carmen Vázquez                    | 72 роки  | Активіст і письменник |
| 27 січня 2021 | Сполучені Штати Америки (Лос Анджелес)       | Goddess Bunny                     | 61 рік   | Акторка |
| 27 січня 2021 | Гондурас (Сан-Педро-Сула)                    | Хосе Луїс Крус                    | 68 років | Футболіст |
| 27 січня 2021 | Сполучені Штати Америки (Енсінітас)          | Клоріс Лічмен                     | 94 роки  | Акторка |
| 27 січня 2021 | Росія (Москва)                               | Лахін Юрій Миколайович            | 68 років | Радянський і російський актор театру і кіно                                                                                                  |
| 28 січня 2021 | Росія (Москва)                               | Лановий Василь Семенович          | 87 років | Радянський і російський актор театру і кіно                                                                                                  |
| 28 січня 2021 | Туніс                                        | Chedly Ayari                      | 87 років | Президент Центрального банку Тунісу (2012—2018), Міністр фінансів (1972—1974) та освіти (1970—1971)                                          |
| 28 січня 2021 | Іспанія (Мадрид)                             | Guillermo Galeote                 | 79 років | Член Конгресу депутатів Іспанії (1977—1993)                                                                                                  |
| 28 січня 2021 | Польща (Познань)                             | Ришард Котис                      | 88 років | Актор |
| 28 січня 2021 | Португалія                                   | Annette Kullenberg                | 82 роки  | Журналіст і автор |
| 28 січня 2021 | Іспанія (Мадрид)                             | Juan del Río Martín               | 73 роки  | Військовий архієпископ Іспанії (з 2008 р.) і єпископ Римо-католицької єпархії Херес-де-ла-Фронтера (2000—2008)                               |
| 28 січня 2021 | Велика Британія (Лондон)                     | Льюїс Волперт                     | 91 рік   | Біолог з розвитку |
| 28 січня 2021 | Росія (Твер)                                 | Білоцерковський Михайло Лазарович | 76 років | російський театральний фотограф |
| 29 січня 2021 | Мозамбік (Мапуту)                            | Calane da Silva                   | 75 років | Письменник, журналіст і поет |
| 29 січня 2021 | Південноафриканська республіка               | Percy Tucker                      | 92 роки  | Автор та агент з продажу квитків |
| 29 січня 2021 | Франція (Ніцца)                              | Івон Дуї                          | 85 років | французький футболіст |
| 30 січня 2021 | Сполучені Штати Америки (Помона)             | Марк Вілмор                       | 57 років | сценарист анімаційного серіалу «Сімпсони» |
| 30 січня 2021 | Німеччина (Мюльгайм-на-Рурі)                 | Wilhelm Knabe                     | 97 років | Член Бундестагу (1987—1990) та еколог |
| 31 січня 2021 | Венесуела (Санта-Ана-де-Коро)                | Дуглас Браво                      | 88 років | Партизанський боєць |
| 31 січня 2021 | Велика Британія                              | John Gibbons                      | 95 років | Футболіст |
| 31 січня 2021 | Малаві (Лілонгве)                            | Wambali Mkandawire                | 68 років | Джазовий музикант |
| 31 січня 2021 | Ліван                                        | Michel Murr                       | 88 років | Міністр внутрішніх справ Лівану (1990—2000)                                                                                                  |
| 31 січня 2021 | Ізраїль (Єрусалим)                           | Yitzchok Scheiner                 | 98 років | Харедський рабин |
| 31 січня 2021 | Ізраїль (Єрусалим)                           | Meshulam Dovid Soloveitchik       | 99 років | Рош ієшива династії Соловейчиків (з 1959) |
| 31 січня 2021 | Чехія (Прага)                                | Ladislav Štaidl                   | 75 років | Композитор і музикант |
| 31 січня 2021 | Хорватія (Загреб)                            | Мирослав Туджман                  | 74 роки  | Науковець і член Хорватського парламенту (з 2011 року)                                                                                       |
| 31 січня 2021 | Сполучені Штати Америки                      | Ray Rayburn                       | 72 роки  | Аудіоінженер, автор та аналітик стандартів                                                                                                   |
| 31 січня 2021 | Ізраїль (Бней-Брак)                          | Abraham J. Twerski                | 90 років | Хасидський равин і психіатр |
| 31 січня 2021 | Сполучені Штати Америки (Саут-Біч)           | Zoila Águila Almeida              | 82       | кубинський революційний комбатант |
| 31 січня 2021 | Сполучені Штати Америки (Х'юстон)            | Nate Hawkins                      | 70 років | Гравець в американський футбол |
| 31 січня 2021 | Південноафриканська республіка               | Tozama Mantashe                   | 60 років | Член Національної асамблеї ПАР (з 2014) |
| 31 січня 2021 | Замбія (Лусака)                              | Elizabeth Muyovwe                 | 64 роки  | Суддя Верховного суду Замбії (з 2010) |

## Лютий 2021
| Дата смерті    | Країна (місто)                                 | Ім'я                         | Вік       | Примітки |
| -------------- | ---------------------------------------------- | ---------------------------- | --------- | --- |
| 1 лютого 2021  | Індонезія                                      | Soraya Abdullah              | 42 роки   | Акторка |
| 1 лютого 2021  | Франція (Бретей)                               | Jean-Pierre Jossua           | 90 років  | Письменник і теолог |
| 1 лютого 2021  | Грузія (Горі)                                  | Темур Циклаурі               | 75 років  | Популярний співак і актор |
| 1 лютого 2021  | Сполучені Штати Америки (Х'юстон)              | Emil J. Freireich            | 93 роки   | Онколог |
| 1 лютого 2021  | Росія (Москва)                                 | Коваль Віктор Станіславович  | 73 роки   | Російський письменник, актор і художник                                                                                              |
| 1 лютого 2021  | Палестина (Наблус)                             | Abd al-Sattar Qasim          | 72 роки   | Політолог і письменник |
| 1 лютого 2021  | Мальта (Мсіда)                                 | Синтія Тернер                | 88        | Піаністка |
| 2 лютого 2021  | Сполучені Штати Америки (Норт-Страбан Тауншип) | Grant Jackson                | 78 років  | Бейсбольний гравець та тренер |
| 2 лютого 2021  | Велика Британія (Бедфорд)                      | Том Мур                      | 100 років | Військовий офіцер та благодійник |
| 2 лютого 2021  | Португалія (Лісабон)                           | Cecília Guimarães            | 93 роки   | Акторка |
| 2 лютого 2021  | Сполучені Штати Америки (Аризона)              | Альберт Гейл                 | 70        | Член Палати представників Аризони (2011—2017), Сенату Аризони (2004—2011) і президент Нації Навахо (1995—1998)                       |
| 2 лютого 2021  | Сан-Марино                                     | Фауста Сімона Морганті       | 76 років  | Капітан-регент Сан-Марино (2005) |
| 2 лютого 2021  | Франція                                        | Jean-François Voguet         | 71 рік    | Член Сенату Франції (2004—2011) |
| 3 лютого 2021  | Іран (Тегеран)                                 | Ali Ansarian                 | 43 роки   | Футболіст і актор |
| 3 лютого 2021  | Грузія (Сухумі)                                | Чаніа Терентій Михайлович    | 83 роки   | Абхазький письменник |
| 3 лютого 2021  | Сполучені Штати Америки (Пітсбург)             | Anne Feeney                  | 69 років  | Фольк-співак і автор пісень, політичний активіст                                                                                     |
| 3 лютого 2021  | Португалія (Лісабон)                           | Adelaide João                | 99 років  | Акторка |
| 3 лютого 2021  | Сенегал (Дакар)                                | Abdoul Aziz Mbaye            | 66 років  | Міністр культури Сенегалу (з 2012)                                                                                                   |
| 3 лютого 2021  | Сполучені Штати Америки (Нью-Йорк)             | Robb Webb                    | 82 роки   | Голосовий виконавець |
| 3 лютого 2021  | Італія (Б'єлла)                                | Benito Boldi                 | 86 років  | Футболіст |
| 3 лютого 2021  | Малайзія                                       | Ismail Kijo                  | 68 років  | Член Законодавчої асамблеї штату Селангор (1995—2008)                                                                                |
| 4 лютого 2021  | Сполучені Штати Америки (Ранчо-Міраж)          | Hy Cohen                     | 90 років  | Бейсболіст |
| 4 лютого 2021  | Індія (Коттаям)                                | Mathoor Govindan Kutty       | 80 років  | Катхакалі-художник |
| 4 лютого 2021  | Сполучені Штати Америки (Маямі)                | Jaime Murrell                | 71        | Композитор християнської музики |
| 4 лютого 2021  | Сполучені Штати Америки                        | David Shepard                | 73 роки   | Член Палати представників штату Теннессі (2001—2017)                                                                                 |
| 4 лютого 2021  | Росія (Москва)                                 | Філатов Микола Миколайович   | 66 років  | російський медик, професор, доктор медичних наук                                                                                     |
| 4 лютого 2021  | Ангода, Західна провінція, Шрі-Ланка           | Neville Fernando             | 89 років  | Лікар, член Парламенту Шрі-Ланки (1977—1989)                                                                                         |
| 5 лютого 2021  | Швейцарія (Цюрих)                              | Йозеф Бенц                   | 76 років  | Бобслеїст та спортивний чиновник |
| 6 лютого 2021  | Марокко (Ес-Сувейра)                           | Abdelkhalek Louzani          | 75 років  | Футболіст і тренер |
| 7 лютого 2021  | Іспанія (Мадрид)                               | Luis Feito                   | 91 рік    | Художник |
| 7 лютого 2021  | Сполучені Штати Америки                        | Lew Hill                     | 56        | Баскетбольний тренер |
| 7 лютого 2021  | Мексика (Мехіко)                               | Ricardo Silva Elizondo       | 67 років  | Співак і актор |
| 7 лютого 2021  | Сполучені Штати Америки (Даллас)               | Рон Райт                     | 67 років  | Американський політик, конгресмен від штату Техас                                                                                    |
| 8 лютого 2021  | Росія (Уфа)                                    | Аккучукова Роза Сабір'янівна | 70 років  | Співачка, народна артистка Башкортостану                                                                                             |
| 8 лютого 2021  | Велика Британія (Брістоль)                     | David Egerton                | 59 років  | Гравець у регбі |
| 8 лютого 2021  | Ліван                                          | Jean Obeid                   | 81 рік    | Міністр закордонних справ та емігрантів Лівану (2003—2004) та журналіст                                                              |
| 8 лютого 2021  | Мексика                                        | Beatriz Yamamoto Cázarez     | 70 років  | Член Палати депутатів Мексики (з 2012)                                                                                               |
| 8 лютого 2021  | Польща (Згеж)                                  | Adam Kopczyński              | 72 роки   | Хокеїст-олімпієць |
| 9 лютого 2021  | Румунія (Бухарест)                             | Валерія Гаджалов             | 89 років  | Акторка |
| 9 лютого 2021  | Бразилія (Порту-Алегрі)                        | Ivan Izquierdo               | 83 роки   | Нейробіолог |
| 9 лютого 2021  | Бразилія (Сан-Паулу)                           | José Maranhão                | 87 років  | Член Сенату Бразилії (з 2015 і в 2003—2009 рр.), Палати депутатів Бразилії (1983—1994) і губернатор Параїби (1995—2002 та 2009—2011) |
| 9 лютого 2021  | Нігерія (Лагос)                                | Yisa Sofoluwe                | 53 роки   | Футболіст |
| 9 лютого 2021  | Італія (Рим)                                   | Франко Маріні                | 87 років  | італійський політик, член Сенату Італії до 2013 року, з 2006 до 2008 голова Сенату                                                   |
| 10 лютого 2021 | Воммельгем                                     | Luc Versteylen               | 93 роки   | Священник |
| 11 лютого 2021 | Португалія (Сінтра)                            | Марселіну Да Мата            | 80 років  | Португальський військовий гвінейського походження, активний учасник колоніальної війни в Португальській Гвінеї                       |
| 11 лютого 2021 | Перу                                           | Javier Neves                 | 67        | Міністр праці та сприяння зайнятості Перу (2004—2005)                                                                                |
| 12 лютого 2021 | Чехія (Прага)                                  | Zdeněk Hoření                | 90 років  | Член Федеральних зборів Чехословаччини (1976—1986) та Чеської національної ради (1986—1990)                                          |
| 12 лютого 2021 | Італія (Чивітанова-Марке)                      | Maurizio Mattei              | 78 років  | Футбольний рефері |
| 12 лютого 2021 | Сполучені Штати Америки (Лос-Анджелес)         | Frederick K. C. Price        | 89 років  | Телевізійний євангеліст, засновник Християнського центру Креншоу                                                                     |
| 12 лютого 2021 | Іспанія (Мадрид)                               | Antonio Giménez-Rico         | 82 роки   | Кінорежисер і сценарист |
| 13 лютого 2021 | Іспанія (Мадрид)                               | Alberto Oliart               | 92 роки   | Міністр оборони Іспанії (1981—1982)                                                                                                  |
| 13 лютого 2021 | Туреччина (Стамбул)                            | Kadir Topbaş                 | 76 років  | Мер Стамбулу (2004—2017) |
| 13 лютого 2021 | Іспанія (Сарагоса)                             | Enrique Rodríguez Galindo    | 82 роки   | Цивільний гвардієць Іспанії та засуджений державний терорист                                                                         |
| 13 лютого 2021 | Велика Британія (Іпсвіч)                       | Olle Nygren                  | 91 рік    | Автогонщик |
| 13 лютого 2021 | Угорщина (Будапешт)                            | Франц Яліч                   | 93 роки   | Священник і теолог |
| 14 лютого 2021 | Сполучені Штати Америки                        | Іон Міхай Пачепа             | 92 роки   | Румунський розвідник, радник Ніколае Чаушеску                                                                                        |
| 14 лютого 2021 | Ангода, Шрі-Ланка                              | W. J. M. Lokubandara         | 79 років  | 18-й спікер Парламенту Шрі-Ланки (2004—2010)                                                                                         |
| 15 лютого 2021 | Аргентина (Буенос-Айрес)                       | Alberto Canapino             | 57 років  | Інженер гоночних автомобілів |
| 15 лютого 2021 | Франція                                        | Lucien Gourong               | 77 років  | Письменник і співак |
| 15 лютого 2021 | Франція (Нім)                                  | Andréa Guiot                 | 93 роки   | Оперне сопрано |
| 15 лютого 2021 | Канада (Монреаль)                              | Реймон Левек                 | 92 роки   | Автор і виконавець пісень, поет і актор                                                                                              |
| 15 лютого 2021 | Аргентина (Мендоса)                            | Леопольдо Луке               | 71 рік    | аргентинський футболіст |
| 15 лютого 2021 | Канада                                         | Ева Марія Прахт              | 83 роки   | Олімпієць в кінному спорті |
| 15 лютого 2021 | Індонезія (Бандунг)                            | Jalaluddin Rakhmat           | 71 рік    | Член Народної консультативної асамблеї Індонезії (2014—2019)                                                                         |
| 15 лютого 2021 | Мексика (Мехіко)                               | Лусія Гільмаїн               | 78 років  | Мексиканська акторка театру, кіно та телебачення                                                                                     |
| 16 лютого 2021 | Сполучені Штати Америки (Палм Дезерт)          | Claude Crabb                 | 80 років  | Гравець в американський футбол |
| 16 лютого 2021 | Італія (Рим)                                   | Claudio Sorrentino           | 75 років  | Голосовий актор і режисер дубляжу |
| 16 лютого 2021 | Угорщина                                       | István Turu                  | 58 років  | Олімпійський боксер |
| 17 лютого 2021 | Танзанія (Дар-ес-Салам)                        | Seif Sharif Hamad            | 77 років  | Віце-президент Занзібару (з 2020 та в 2010—2016)                                                                                     |
| 17 лютого 2021 | Велика Британія                                | Christopher Lee              | 79        | Письменник і історик |
| 17 лютого 2021 | Італія (Рим)                                   | Andrea Lo Vecchio            | 78 років  | Композитор, автор пісень і продюсер звукозапису                                                                                      |
| 18 лютого 2021 | Франція (Ніцца)                                | Amīr Aṣlān Afshār            | 101 рік   | Посол Ірану в Австрії (1967—1969), США (1969—1972) та ФРН (1973—1977)                                                                |
| 18 лютого 2021 | Італія (Мілан)                                 | Guido Stagnaro               | 96 років  | Кінорежисер і сценарист |
| 19 лютого 2021 | Сербія (Новий Сад)                             | Джордже Балашевич            | 67 років  | сербський співак та автор пісень |
| 19 лютого 2021 | Сполучені Штати Америки (Солт Лейк Сіті)       | Jerold Ottley                | 86 років  | Хоровий диригент |
| 20 лютого 2021 | Італія (Мілан)                                 | Мауро Беллуджі               | 71 рік    | Футболіст |
| 23 лютого 2021 | Італія (Болонья)                               | Фаусто Грезіні               | 60 років  | Мотогонщик |
| 24 лютого 2021 | Росія (Санкт-Петербург)                        | Кельнер Віктор Юхимович      | 76 років  | Радянський і російський історик |
| 25 лютого 2021 | Росія (Москва)                                 | Зуйков Володимир Миколайович | 86 років  | Радянський і російський художник-постановщик                                                                                         |
| 25 лютого 2021 | Росія (Воронеж)                                | Давидович Аркадій Пилипович  | 90 років  | Російський письменник іафорист |

## Березень 2021
| Дата смерті     | Країна (місто)          | Ім'я                               | Вік      | Примітки                                                                                 |
| --------------- | ----------------------- | ---------------------------------- | -------- | ---------------------------------------------------------------------------------------- |
| 1 березня 2021  | Росія                   | Студенецький Михайло Володимирович | 86 років | радянський баскетболіст, срібний призер Олімпійських ігор                                |
| 6 березня 2021  | Росія (Москва)          | Сморчков Микола Гаврилович         | 90 років | радянський і російський кіноактор                                                        |
| 10 березня 2021 | Росія (Москва)          | Лядова Людмила Олексіївна          | 95 років | радянський і російський композитор, піаністка та співачка, Народна артистка Росії (1984) |
| 17 березня 2021 | Танзанія (Дар-ес-Салам) | Джон Магуфулі                      | 61 рік   | Президент Танзанії (2015—2021)                                                           |
| 18 березня 2021 | Росія (Москва)          | Єлін Георгій Анатолійович          | 69 років | російський журналіст, редактор і літератор                                               |
| 19 березня 2021 | Єгипет (Шарм-ель-Шейх)  | Юрій Юрасюк                        | 40 років | Український лікар-стоматолог, волонтер                                                   |
| 20 березня 2021 | Росія                   | Кірсанов Володимир Іванович        | 73 роки  | російський танцівник, хореограф, педагог                                                 |
| 20 березня 2021 | Австрія (Відень)        | Нестеренко Євген Євгенович         | 83 роки  | радянський оперний співак (бас), народний артист СРСР                                    |
| 21 березня 2021 | Ємен (Сана)             | Закарія Яхья аль-Шамі              |          | міністр транспорту Ємену                                                                 |
| 29 березня 2021 | США (Бруклін)           | Теодор Ламбрінос                   | 85 років | американський оперний співак                                                             |

## Квітень 2021
| Дата смерті    | Країна (місто)  | Ім'я            | Вік      | Примітки                                               |
| -------------- | --------------- | --------------- | -------- | ------------------------------------------------------ |
| 5 квітня 2021  | Польща (Лодзь)  | Кшиштоф Кравчик | 74 роки  | Польський композитор, поп-співак (баритон) та гітарист |
| 24 квітня 2021 | Франція (Париж) | Альбер Ельбаз   | 59 років | ізраїльський дизайнер                                  |

## Травень 2021
| Дата смерті    | Країна (місто)           | Ім'я                    | Вік      | Примітки                                    |
| -------------- | ------------------------ | ----------------------- | -------- | ------------------------------------------- |
| 3 травня 2021  | Аргентина (Буенос-Айрес) | Рафаель Альбрехт        | 79 років | аргентинський футболіст                     |
| 6 травня 2021  | Аргентина (Буенос-Айрес) | Карлос Тімотео Грігуоль | 86 років | аргентинський футболіст і футбольний тренер |
| 11 травня 2021 | Росія (Москва)           | Єгін Владислав Ігорович | 32 роки  | російський хокеїст                          |

## Червень 2021
| Дата смерті   | Країна (місто)                   | Ім'я              | Вік      | Примітки                       |
| ------------- | -------------------------------- | ----------------- | -------- | ------------------------------ |
| 2 червня 2021 | Ботсвана (Габороне)              | Ліна Мохохло      | 69 років | ботсванський банківський діяч  |
| 4 червня 2021 | Сан-Віто-аль-Тальяменто (Італія) | Лоріс Домініссіні | 59 років | італійський футболіст і тренер |

## Липень 2021
| Дата смерті   | Країна (місто)                 | Ім'я                           | Вік      | Примітки                                                         |
| ------------- | ------------------------------ | ------------------------------ | -------- | ---------------------------------------------------------------- |
| 2 липня 2021  | США (Нью-Йорк)                 | Черкаський Матвій Леонтійович  | 97 років | український та радянський футболіст, нападник, тренер            |
| 5 липня 2021  | Росія (Москва)                 | Меньшов Володимир Валентинович | 81 рік   | радянський, російський актор, кінорежисер, сценарист, продюсер   |
| 9 липня 2021  | Південна Африка (Йоганнесбург) | Джефф Махубо                   | 53 роки  | Мер міста Йоганнесбург                                           |
| 13 липня 2021 | Росія (Москва)                 | Стефанович Олександр Борисович | 76 років | радянський, російський кінорежисер, письменник, сценарист, актор |
| 15 липня 2021 | Росія (Москва)                 | Мамонов Петро Миколайович      | 70 років | російський рок-музикант, актор, поет                             |
| 15 липня 2021 | Росія (Москва)                 | Горячев Борис                  | 49 років | російський музикант, соліст "Хору Турецького" (ліричний баритон) |
| 28 липня 2021 | Гондурас (Сан-Педро-Сула)      | Порфіріо Армандо Бетанкур      | 63 роки  | гондураський футболіст                                           |

## Серпень 2021
| Дата смерті    | Країна (місто)                   | Ім'я                      | Вік      | Примітки                                                                                            |
| -------------- | -------------------------------- | ------------------------- | -------- | --------------------------------------------------------------------------------------------------- |
| 9 серпня 2021  | Росія (Краснодар)                | Лихоносов Віктор Іванович | 85 років | радянський та російський письменник                                                                 |
| 19 серпня 2021 | Японія (Кіміцу, префектура Тіба) | Сонні Тіба                | 82 роки  | японський актор та майстер бойових мистецтв                                                         |
| 24 серпня 2021 | Сенегал (Дакар)                  | Хіссен Хабре              | 78 років | чадський військовий і політичний діяч, Прем'єр-міністр Чаду (1978—1979), Президент Чаду (1982—1990) |

## Вересень 2021
| Дата смерті     | Країна (місто)    | Ім'я                          | Вік      | Примітки |
| --------------- | ----------------- | ----------------------------- | -------- | --- |
| 10 вересня 2021 | Франція (Париж)   | Шарль Конан Банні             | 80 років | івуарійський політик, сьомий прем'єр-міністр Кот-д'Івуару                                                       |
| 10 вересня 2021 | Росія (Казань)    | Любовський Леонід Зіновійович | 84 роки  | композитор, Заслужений діяч мистецтв Росії і Татарстану                                                         |
| 16 вересня 2021 | Франція (Париж)   | Казимир Оє-Мба                | 79 років | Прем'єр-міністр Габону у 1990—1994 роках                                                                        |
| 22 вересня 2021 | Алжир (Алжир)     | Абдель Кадер Бенсалах         | 79 років | алжирський державний і політичний діяч, з 2 квітня до 19 грудня 2019 року виконував обов'язки президента Алжира |
| 29 вересня 2021 | Вірменія (Єреван) | Айк Акопян                    | 48 років | вірменський співак, який представляв Вірменію на Євробаченні 2007                                               |

## Жовтень 2021
| Дата смерті    | Країна (місто)                               | Ім'я                    | Вік      | Примітки |
| -------------- | -------------------------------------------- | ----------------------- | -------- | --- |
| 10 жовтня 2021 | Пакистан (Ісламабад)                         | Абдул Кадир Хан         | 85 років | пакистанський вчений фізик-ядерник і інженер-металург, засновник і керівник пакистанської ядерної програми            |
| 11 жовтня 2021 | Індія (Тируванантапурам)                     | Недумуді Вену           | 73 роки  | індійський актор, режисер та сценарист Моллівуду                                                                      |
| 18 жовтня 2021 | Сполучені Штати Америки (Бетесда (Меріленд)) | Колін Лютер Павелл      | 84 роки  | американський політик і військовик, генерал Збройних сил США, державний секретар США з 20 січня 2001 по 25 січня 2005 |
| 20 жовтня 2021 | Сербія (Ниш)                                 | Драган Пантелич         | 69 років | югославський футболіст воротар                                                                                        |
| 29 жовтня 2021 | Франція (Париж)                              | Клеман Муамба           | 77 років | конголезький політик, прем'єр-міністр Республіки Конго (2016—2021)                                                    |
| 30 жовтня 2021 | Росія (Москва)                               | Кирилов Ігор Леонідович | 89 років | радянський і російський диктор, провідний телеведучий Радянського Союзу та Росії                                      |

## Листопад 2021
| Дата смерті       | Країна (місто) | Ім'я                        | Вік      | Примітки |
| ----------------- | -------------- | --------------------------- | -------- | --- |
| 16 листопада 2021 | Туреччина      | Гурбанов Сейфаддін Алі-огли | 59 років | харківський скульптор, Народний художник України (2010), Заслужений художник Азербайджану (2017).                                       |
| 18 листопада 2021 | Росія (Москва) | Ковба Денис Юрійович        | 42 роки  | білоруський футболіст, півзахисник |
| 20 листопада 2021 | Росія (Москва) | Гаркалін Валерій Борисович  | 67 років | радянський і російський актор театру та кіно, професор російського університету театрального мистецтва                                  |
| 21 листопада 2021 | Росія (Москва) | Чудакова Маріетта Омаровна  | 84 роки  | російський літературознавець, текстолог, історик, доктор філологічних наук, критик, письменниця, публіцист, мемуарист, громадський діяч |
| 21 листопада 2021 | Росія (Москва) | Русланова Ніна Іванівна     | 75 років | радянська і російська актриса театру та кіно                                                                                            |

## Грудень 2021
| Дата смерті    | Країна (місто)              | Ім'я                         | Вік      | Примітки |
| -------------- | --------------------------- | ---------------------------- | -------- | --- |
| 6 грудня 2021  | Угорщина (Будапешт)         | Кобор Янош                   | 78 років | угорський співак, фронтмен гурту Omega                                                                              |
| 8 грудня 2021  | США (Норт-Берген)           | Баррі Гарріс                 | 91 рік   | американський джазовий піаніст, композитор і викладач                                                               |
| 9 грудня 2021  | Грузія (Тбілісі)            | Отар Пацация                 | 92 роки  | грузинський політичний і державний діяч, прем'єр-міністр Грузії з 20 серпня 1993 по 5 жовтня 1995                   |
| 14 грудня 2021 | Греція (Афіни)              | Розіта Соку                  | 98 років | грецька журналістка, письменниця, драматургиня, перекладачка                                                        |
| 19 грудня 2021 | Велика Британія (Манчестер) | Карлос Марін                 | 53 роки  | іспанський співак (баритон), соліст квартету Il Divo                                                                |
| 19 грудня 2021 | Росія (Москва)              | Малюков Андрій Ігорович      | 73 роки  | радянський і російський кінорежисер, сценарист, продюсер                                                            |
| 24 грудня 2021 | Росія (Санкт-Петербург)     | Татосов Володимир Михайлович | 95 років | радянський і російський актор театру, кіно та дубляжу, Заслужений артист РРФСР (1975), Народний артист РРФСР (1991) |
| 25 грудня 2021 | Росія                       | Ліханов Альберт Анатолійович | 86 років | російський письменник                                                                                               |
| 25 грудня 2021 | Франція (Париж)             | Григорій Богданов            | 72 роки  | французький телеведучий, продюсер і популяризатор науки російського походження                                      |